# 北条氏長
北条 氏長（ほうじょう うじなが）は、江戸時代前期の幕臣、軍学者。北条流兵法の祖。通称は新蔵。諱は後に氏永（うじなが）、正房（まさふさ）と改名する。

## 生涯
慶長14年（1609年）、後北条氏の一族・北条繁広の子として江戸で生まれる。曾祖父は北条綱成。外曾祖父は北条氏康。幼名は梅千代。慶長17年（1612年）、4歳の時に父が急死する。父は本来であれば実兄で養父にあたる下総岩富藩主・北条氏勝の跡を継ぐべき人物であったが、重臣たちの妨害で家督を継げずに憤死した。これを大御所・徳川家康は憐れんだとされ、氏長養育のために禄高500俵を与えた。慶長19年（1614年）に家康に謁見して、さらに元和2年（1616年）に第2代将軍・秀忠に謁見した。
寛永2年（1625年）、小姓組として召し出され、正式に禄高500俵の旗本となる。その後は徒頭、鉄砲頭、持筒頭、新番頭を歴任し、承応2年（1653年）、従五位下・安房守に叙任された。明暦元年（1655年）から寛文10年（1670年）まで大目付を勤めるまでに累進し、石高も最終的に2000石を超え、堂々たる大身旗本となった。
寛文4年（1664年）、尾張国と美濃国の尾張藩領・旗本領で隠れキリシタンが検挙された事件、いわゆる「濃尾崩れ」に関し、江戸に派遣された尾張藩のキリシタン奉行（宗門奉行）海保弥兵衛が幕府の宗門改役であった氏長に面会し、氏長から隠れキリシタン捜索の指導を受けている。なお当時の江戸切支丹屋敷には岡本三右衛門（ジュゼッペ・キアラ）が暮らしていた。
寛文10年（1670年）、死去。享年62。

### 子孫
家督は長男の氏平が継ぎ、1638年生まれの次男元氏（もとうじ）は分知を受けて別家を興した。
元氏は初めは泰繁と名乗り、従五位下播磨守。妻は小堀政尹の娘であるが死別し、後妻を迎えている。持弓組頭を勤めた。
三男の北条氏如は氏長晩年の寛文6年に生まれた。次兄元氏の養子となり、元禄4年に登用され小姓組、以降は下田奉行、佐渡奉行などを歴任し、寄合となった。氏如は常安と号し学問で知られ、5代将軍徳川綱吉に『論語』を講義したこともあった。北条流兵法も受け継ぎ、義理の兄弟の福島国隆と共に松宮観山の師としても知られる。享保12年6月14日、62歳で死去。

## 軍学者
小幡景憲から甲州流軍学を学び、それを改良し北条流兵法を開いた。近藤正純・富永勝由・梶定良らとともに「小幡門四哲同学」として名が挙がっている。
『兵法雄鑑』『雌鑑』『士鑑用法』など多くの軍学関係の書籍を残しており、また幕府の軍制を整備して慶安の軍役令を起草している。
氏長の兵法の特徴はまず、それまでの“軍学”や“軍法”といった言葉ではなく兵法という言葉を用いたことである。これまでの軍法は抽象的、概念的なものや武士の心得といったものが多分に含まれていたが、氏長の兵法は「実践に役立つ軍事学のみ」であった点が大きい。
例えばこうである。

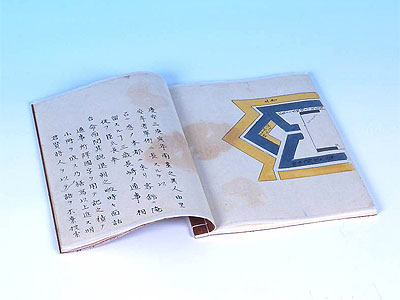
重要文化財　武雄鍋島家洋学関係資料『攻城　阿蘭陀由里安牟相伝』武雄市蔵

慶安3年（1650年）には、後述するオランダ東インド会社に勤務していたスウェーデン人砲兵士官のユリアン・スハーデルによる攻城実演をまとめ上げた日本初の洋式攻城・築城術書『攻城 阿蘭陀由里安牟（オランダ・ユリアン）相伝』を将軍家光に献上している。

## 地図の革命者
氏長を語る上でもう一つ欠かせないのは「地図」である。前述した書の基となるが、慶安3年（1650年）8月6日、江戸郊外牟礼野の原野にて、オランダ東インド会社指導（ユリアン・スハーデル）による幕府主催の臼砲を用いた攻城戦の演習が行われた。軍学者であり幕府中枢の官僚でもあった氏長は、この機会を参加観覧および学習している。この時、正確な大砲射撃のための必要性から洋式測量術（規矩術）を習得したと言われている。
正保元年（1644年）12月2日、将軍徳川家光は全国諸藩に対し、郷帳の作成と提出、および藩領の地図（絵図）、海陸の道筋と古城を書いた道之帳を提出するよう命じた（正保郷帳を参照）。大目付井上政重とその命を受けた宮城和甫は12月16日から、諸大名の留守居を呼び出して翌年中の提出を命じ、国絵図（正保国絵図）、城絵図（正保城絵図）といわれる、膨大な数の絵図面が諸藩から提出された。それらを元にして、幕府は日本全図（地図）の製作に取りかかったが、この仕事に就いたのが氏長であったとされている。提出は国単位で行うように命じられていたが、多くの藩では（地図以外の提出義務の資料を含めて）翌年と定められた提出期限を守ることができず、提出まで数年かかり、正保年間（1644年 - 1648年）より後にずれこむものもあった。慶安4年（1651年）、「正保日本図」と呼ばれる地図が完成し、幕府上層部に献上された。この命令の発布の際、幕府は6寸1里（21,600分の1）縮尺を用いるよう諸国に命じたため、以後諸国の地図はおよそ同縮尺に統一された（ただし近年の研究では、「正保日本図」作成は井上とその命を受けた宮城によるものとする説があり、この段階においては当時新番頭であった氏長は関与していない、あるいは下僚として限定的な役割に留まったとする見解がある。この場合、氏長は寛文9年（1669年）に行われた校訂事業の責任者であったと考えられる）。
明暦3年（1657年）1月、江戸市中が明暦の大火に見舞われた際、当時大目付であった氏長は、まさに打ってつけの人材として江戸市中の実測図の作成と区画整理の責任者を命じられる。この際、長崎にて洋式測量術（規矩術）を習得した金沢清左衛門（肥前島原藩出身。主家改易後浪人中であった、とされるが高力隆長の改易は寛文8年（1668年）まで下り、微妙に年代が合わないかもしれない）を抜擢登用し、実作業に当たらせている。被災後の江戸に対し、半月ほどの集中測量を経て「明暦江戸実測図」が製作されたと言われている。従来の絵図面という表現ではなく、正確な測量に基づいたこの市街地図は画期的であり、それ以降の江戸市街地図の基本となり、その後刊行され、民間に地図が普及するきっかけになったと言われている。ただし刊行版は精密すぎたため、大判5枚に分割されており、使い勝手は悪かったそうである。
死去前年である寛文9年（1669年）、日本全図の校訂を行って、改めて幕府に提出している。